# Alfred Hill
Bojnik Alfred Hill (Vukovar, 14. svibnja 1956. – Vukovar, 16. listopada 1991.), hrvatski vojni zapovjednik u Domovinskom ratu. 
U rodnom Vukovaru završio je osnovnu školu i gimnaziju. Pravni fakultet završio je u Zagrebu. Po završetku fakulteta vraća se u rodni kraj, ženi se te dobiva kćer Stašu. Upošljava se u Upravi šuma Osijek, u pravnom odjelu. 10. svibnja 1991. godine ulazi u sastav pričuvnih snaga Zbora narodne garde Vukovar i sudjeluje od prvog dana u organiziranju obrane Vukovara.
Zapovjednik obrane grada Vukovara Mile Dedaković-Jastreb 25. rujna 1991. godine imenuje ga prvim zapovjednikom satnije Vojne policije Vukovar, 204. vukovarske brigade. Alfred Hill-Atila (borbeni nadimak) s najbližim suradnicima, iskusnim bojovnicima, formira satniju VP, preuzima sve zadaće iz djelokruga Vojne policije uz aktivno i neprekidno sudjelovanje u obrani opkoljenog Vukovara. Dana 16. listopada 1991. godine poginuo je braneći položaje na Sajmištu.
Postumno mu je, 29. travnja 1993. godine, dodijeljen čin bojnika OS RH, odlikovan je Redom kneza Domagoja s ogrlicom i Redom hrvatskog trolista 30. ožujka 1999. godine. Odlukom ministra obrane Republike Hrvatske 30. rujna 1998., a na prijedlog načelnika Uprave vojne policije, Nastavno središte za obuku Vojne policije Oružanih snaga Republike Hrvatske dobilo je ime bojnika Alfreda Hilla. 
Ulica na Sajmištu u Vukovaru je nazvana prema Alfredu Hillu.